# طابع ملغى حسب الطلب
طابع بريدي ملغى حسب الطلب (يُطلق عليه أيضًا ويختصر بـ CTO)، رمز طوابع البريد، رمز هواة جمع الطوابع.

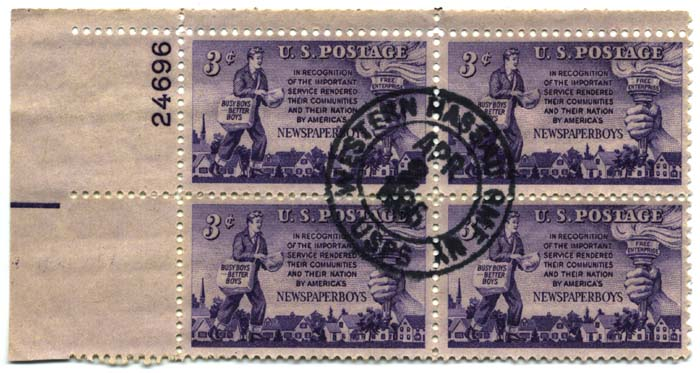
مجموعة طوابع ملغاة في كتلة لوحة لطابع فتى الصحيفة الأمريكية، عام 1952.

وهو طابع بريدي ألغته الخدمة البريدية المُصدِرة (تم وضع علامة على أنه مستعمل بواسطة ختم أو قلم)، ولكنه لم ينتقل عبر البريد، ولكن بدلاً من ذلك يسلم إلى جامع طوابع أو تاجر طوابع. ويمكن أن تأتي هذه الطوابع من مخزون الطوابع المسحوبة من الطوابع الملغاة في أوراق وتباع كباقي الطوابع أو من أوراق جديدة للبيع بأسعار مخفضة لتجارة الطوابع. تقوم الخدمات البريدية في مختلف البلدان بذلك استجابة لطلب هواة جمع الطوابع، أو للحيلولة دون استعمال الطوابع الصادرة لسوق هواة جمع الطوابع على أغلفة البريد. ويرجع بعض تاريخ الطوابع المقطوعة إلى الطوابع التي تُمنح لتجار الطوابع على أساس الموافقة، سواءً شخصيًا أو من خلال المراسلات البريدية؛ وقد بدأت أولى الطوابع المقطوعة في أواخر القرن التاسع عشر.

## تاريخ
بينما يقدّر ويفضل بعض هواة جمع الطوابع طوابع البريد التي لم تُستعمل، هنالك من يفضل جمع الطوابع التي استعملت. ومن الناحية العملية، فإن بناء مجموعة شاملة عن طريق إزالة الطوابع من المظاريف المرسلة بالبريد أمر بطيء وصعب، لذا فإن الإدارات البريدية الحديثة تستوعب هواة جمع الطوابع البريدية عن طريق تقديم طوابع جديدة ملغاة بالفعل. وتتمثل الميزة بالنسبة لهواة جمع الطوابع في أن الطوابع تُعد طوابع ملغاة رسمياً دون أن تتعرض لضغوط المرور الفعلي عبر النقل بالبريد. كما يمكن للخدمة البريدية أيضاً أن ترتب ختم أو علامة إلغاء خفيفة نسبياً وغير مزعجة.

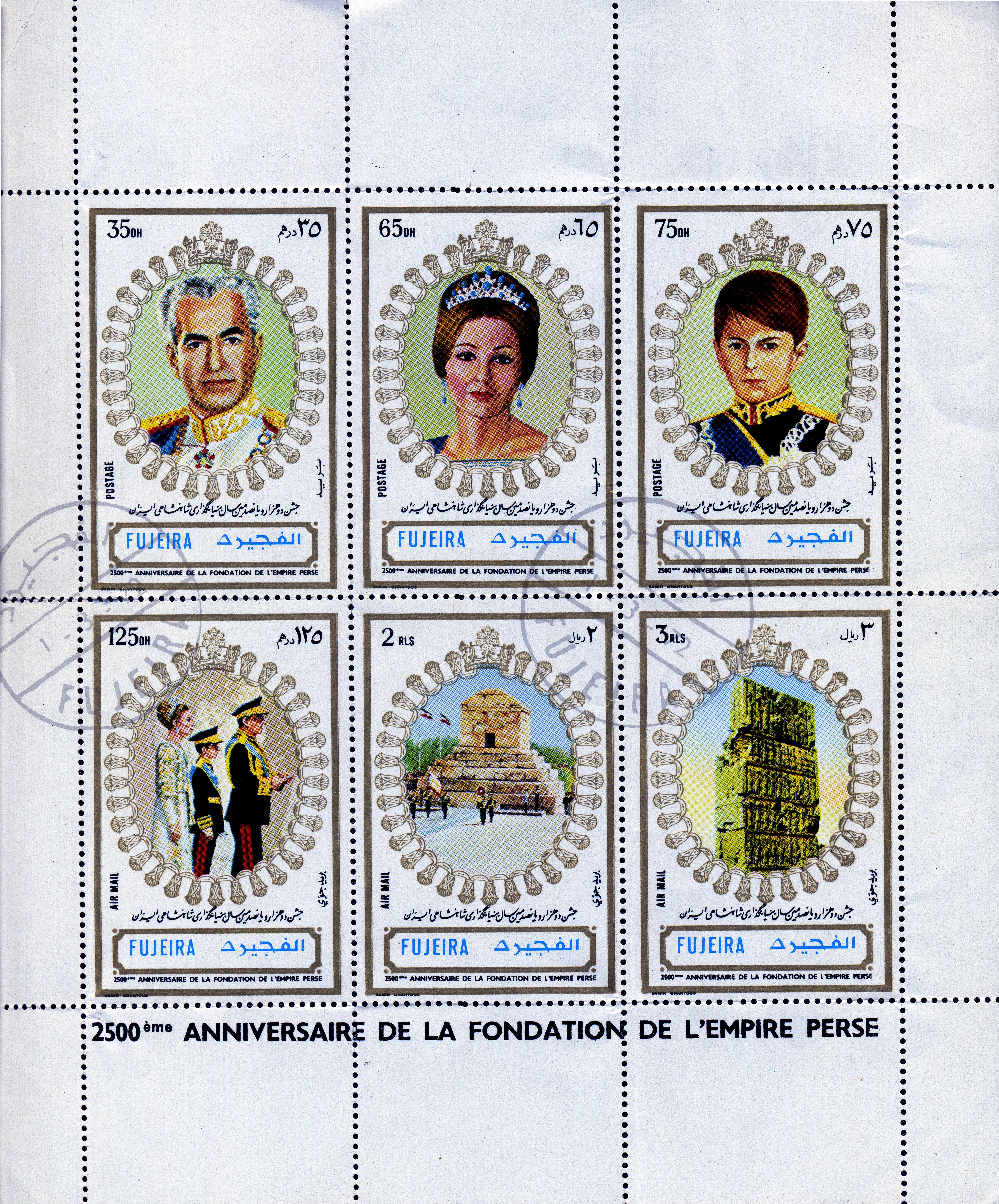
مجموعة طوابع ملغاة من الفجيرة، إحدى دول الإمارات العربية المتحدة، تظهر وضع الطوابع الملغاة في زوايا الطوابع بشكل ختم باهت غير ملحوظ

## ختم بريد حسب الطلب
على غرار الإلغاء حسب الطلب هو الإلغاء البريدي حسب الطلب الذي يحدث عندما تشترى الطوابع بالقيمة الكاملة، وتوضع على قرطاسية بريدية، ثم يقوم الموظف بإلغائها عند الطلب. ثم تسلم طوابع البريد بعد ذلك إلى العميل (تاجر الطوابع) بدلاً من إرسالها عبر البريد. ويطلق على ذلك أحياناً اسم الإلغاء حسب الطلب أو الإلغاء باليد. تسمح بعض اللوائح البريدية في بعض الدول بذلك بينما تمنعه دول أخرى. وهو أمر مضلل لأن المظروف الملغي يبدو وكأنه مر عبر البريد رغم أنه لم يمر عبرهُ. على سبيل المثال، فإنه يفتقد إلى علامات بريدية إضافية تطبق عادةً على البريد المرسل الحقيقي.

## إساءة استخدام الإلغاء
هناك ممارسة غير مشروعة تتعلق بالطوابع المقطوعة تتضمن إساءة استخدام أدوات وأساليب الإلغاء بشكل متعمد لجعل الطابع يبدو مستخدماً. ويحدث هذا عادةً للطوابع من أماكن بعيدة، أو التي كانت مستخدمة لفترات قصيرة فقط. يمكن أن تكون الطوابع المستعملة أكثر قيمة من الطوابع غير المستخدمة، وأحياناً بمقدار كبير. وقد يتضمن هذا الشكل من أشكال تزوير الطوابع استخدام أنواع نادرة من أساليب وأدوات الإلغاء، وتواريخ غير معتادة في الأختام البريدية، وما إلى ذلك.

## قضايا الإلغاء
وثمة شكل آخر من أشكال التحويلات النقدية المقطعية شائع بشكل خاص في البلدان التي تحاول كسب المال من هواة جمع الطوابع عن طريق إصدار أعداد كبيرة من الطوابع الملغاة. ولتحقيق المزيد من المبيعات، يجب أن تكون الطوابع المطبوعة رخيصة الثمن، ولكن إذا سعرها مكتب البريد أو الخدمة البريدية المصدرة لها بسعر أقل من قيمتها الاسمية يمكن لجهات البريد التجارية الأخرى استخدامها لتوفير المال عن طريق توجيه بريدها عبر الدولة المصدرة، مما يضر مالياً بالجهة المصدرة. لذلك تصدر هذه الدول معظم طوابعها الخاصة بهواة جمع الطوابع على أنها طوابع تجميعية. من السهل التعرف على هذه الطوابع، حيث يكون الإلغاء أنيقًا، وعادةً ما يكون في زاوية واحدة بدون اسم البلدة، ولا يزال الصمغ موجود للطابع.
وذهبت بعض الدول، مثل الإمارات العربية المتحدة، إلى أبعد من ذلك وطبعت ختم الإلغاء مباشرة على الطابع مع بقية التصميم. لا يعتبر العديد من هواة جمع الطوابع هذهِ الطوابع أصلية، وتصنفها بعض الفهارس بشكل منفصل.

## القضايا الحديثة
من الصعب العثور على العديد من إصدارات الطوابع الحديثة المستخدمة حقًا بشكل بريدي. ولهذا السبب، فإن الفهارس مثل فهرس ستانلي غيبونز لا تدرج الإصدارات الحديثة لبعض البلدان إلا على أنها طوابع ملغاة حسب الطلب.